# Абдера
Абдера или Болустра (на гръцки: Άβδηρα, старогръцко произношение Абдера, новогръцко – Авдира) е град в Западна Тракия, Гърция, разположен на 16 км източно от брега на Места, център на едноименния дем Абдера, с 1229 жители (2001).

## История

### Античност
Разположен източно от устието на река Нестос (Места) в земи, плътно населявани от траките сапеи, според легендата древногръцкият полис Абдера е основан от Херкулес на лобното място на неговия приятел и любим Абдер, който загинал, разкъсан от конете на Диомед. Всъщност градът е основан от гръцки колонисти от град Клазомена в Йония през 656 пр.н.е.. Градът бързо станал важен икономически център на северния бряг на Егейско море. Няколко десетилетия след основаването си колонията е разрушена от съседни тракийски племена, по-късно е възстановена (6 век пр.н.е) от преселници от йонийския град Теос, сред които е и поетът Анакреон.
Важен извор за ранната история на Абдера е пеанът (песен) на Пиндар. Творбата дава ценни данни, както за религията, така и за най-близката заплаха за града от страна на траки и пеони. В този извор се споменава местният бог Аполон, наречен Дерайнос (епитет от тракийски произход), което показва, че жителите на града почитат и едно местно тракийско божество, чийто култ постепенно се слива с култа към Аполон.
По време на гръко-персийските войни жителите на Абдера решават да предадат града на персите без бой през 480 г. пр.н.е., когато след разгрома им в битката при Саламин в 480 г. пр.н.е. колонията им оказва добро гостоприемство.
След този период градът е в икономически подем. Започва сеченето на едни от най-красивите и разнообразни сребърни монети. Те се откриват главно в населените с траки околности на Абдера и са свидетелство за оживените търговски контакти между тях и града. След 480 г. пр.н.е. градът се сближава с Древна Атина, дори членува в първия (478 – 477 г. пр.н.е.) и втория атински морски съюз (378 – 377 г. пр.н.е.), като има известни привилегии спрямо останалите съюзници. Тукидид пише, че владенията на одрисите започват от Абдера при устието на река Нестос (днес Места) и се разпростират до устието на река Истър. През 375 г. пр.н.е. трибалите заплашват града, но атинският военачалник Хабрий ги отблъсква.
В продължение на много време, Абдера си остава един от водещите елински полиси и запазва своята самостоятелност и демократична уредба. През 170 г. пр.н.е. е щурмуван и жестоко наказан от римляните. През римската императорска епоха е свободен град.
В Абдера са родени класическите гръцки философи Демокрит и софистът Протагор, както и историкът Хекатей от Абдера. Стефан Византийски пише, че в Авдира е била и Библиотеката на Аполодор. В класическа Елада с епитета „абдерит“ (жител на Абдера) наричали прост, наивен човек.

### Средновековие
В 9 век при цар Симеон Велики градът и областта са присъединени към България, в 1206 г. цар Калоян възстановява българския суверенитет. Археологическият обект Абдера е в близост южно от селото на нос Булустра. Едни от първите сблъсъци на българите с нахлулите турци, които византийският император Йоан VI Кантакузин довежда на Балканите, стават именно тук в 1344 г. когато в битката при Абдера севастократор Момчил побеждава турците и успява да изгори корабите им в пристанището Порто Лагос.

### Съвременност
Александър Синве („Les Grecs de l’Empire Ottoman. Etude Statistique et Ethnographique“), който се основава единствено на гръцки данни, в 1878 година пише, че в Пулустра (Абдере) (Pouloustra Abderé) живеят 900 гърци.
Христо Караманджуков пише:
| „ | Голямата планинска част от околията се населеляваше от българомохамедани и българохристияни и отчасти много малко турци. Полската част, същинското Енидженско поле, бе населено изключително с турци. Всред тях, кацнали като оазиси, стояха гръцките села Коюнкьой и Булустра. Малка част гърци, всъщност цинцари, населяваха с. Енидже, някогашния център в Енидженското поле, който после се премести в Ксанти. | “ |

Антон Страшимиров свидетелства, че среща тук 20 семейства местни българи, в 1913 г. се заселват още 105 – 110 семейства – 509 българи бежанци от планинското село Скрижево (Скрижовене) в завзетата от гърците част на Македония. След Първата световна война гърците започват обезбългаряване и 20 семейства от Болустра, Малък Дервент и Кутруджа бягат от реперсиите и се установявав в с. Железино.
При избухването на Балканската война в 1912 година един човек от Балустра е доброволец в Македоно-одринското опълчение.
От 1912 от 1919 и от 1941 до 1944 г. селището заедно с цяла Беломорска Тракия е част от държавната територия на България. Бреговата охрана през втория период на български суверенитет тук осъществяват 4-та дружина от 58 пехотен Гюмюрджински полк и една 120 мм Д/46 брегова батарея от Дедеагачкия брегови артилерийски полк дислоцирана на нос Болустра.

## Личности
Родени в Абдера
- Демокрит (460 пр.н.е. – 380 пр.н.е.), гръцки философ
- Левкип (500 пр.н.е. – 440 пр.н.е.), гръцки философ
- Протагор (485 пр.н.е. – 410 пр.н.е.), гръцки философ
- Георги Василев, македоно-одрински опълченец, 35-годишен, работник, четата на Никола Андреев[10]